# Dichromodes ainaria
Dichromodes ainaria es una especie de polilla perteneciente a la familia Geometridae, descrita por primera vez por Guenée en 1858, con distribución en Tasmania.

## Descripción
La polilla es de color negro grisáceo. Las alas anteriores son onduladas con tres líneas dentadas paralelas, sombreadas hacia adentro, con una mancha discal. Las alas posteriores son de color amarillo pálido, bordeadas de gris.